# Den gamle Latinskole (Slagelse)
 For alternative betydninger, se Den gamle Latinskole. (Se også artikler, som begynder med Den gamle Latinskole)
Den gamle Latinskole er en tidligere latinskole i Slagelse, som ligger i Rosengade. Bygningen blev opført omkring år 1500 som kirkelade for Sankt Mikkels Kirke, som ligger ved siden af.

## Historie
Bygningen blev oprindeligt opført som kirkelade til Sankt Mikkels Kirke, der ligger lige overfor, omkring år 1500. I 1616 blev latinskolen, som siden 1507 havde ligger på Antvorskov Kloster flyttet til kirkeladen af Christian 4.
Omkring år 1800 gik B.S. Ingemann på skolen. I 1809 blev skolen flyttet til Bredgade, hvor den senere forfatter H.C. Andersen startede i 1822. Af andre kendte elever findes Jens Baggesen, William Christopher Zeise og C.N. Rosenkilde.
Efterfølgende fungerede bygningen først som hospital, og herefter som politistation, og senere mødelokaler og kirkekontor. I 1900-tallet ombyggede man huset, så det kunne fungere som kirketjenerbolig i tagetagen.

## Beskrivelse
Den gamle Latinskole i sengotik er en rød munkestensbygning på kirkepladsen overfor Sankt Mikkels Kirke. Den er grundmuret, med enkelte kampesten, og kun i én etage. Den er et rødt sadeltag med teglsten. I taget er skårvinduer af nyere dato, og man har på et tidspunkt fjernet husets skorstene. Da bygningen blev brugt som politistation var den rødkalket og der fandtes endnu to skorstenspiber på taget.
Alle bygningens vinduer og døre er af nyere dato. I sydgavlen findes faldbuede vinduer. Her findes også en marmortavle til minde om nogle af de kendte elever, som har gået på skolen.
Indendørs findes en stueetage og en tagetage. Ruminddelingen er af nyere dato, og underetagen består af en forstue, to toiletter, ot mindre rum, et køkken og et stort gennemgående rum mod sydgavlen. Førstesalen rummer et nyere køkken, badeværelse og et par værelse. Stuetagen har pudsede vægge og lofter.